# 巴基斯坦签证政策
前往巴基斯坦的访客通常需要在巴基斯坦驻外使领馆办理签证。参與团体或商务旅行的游客有資格在入境時获得落地签证，但落地簽證不向自由行游客发放，不过部分国家的公民可免签訪問巴基斯坦。英國杂志旅行癖将巴基斯坦列为最难拿到签证的5个国家之一。
签证申请人只能在本国申请签证，长居在第三国的签证申请人需持有该国的永久居留证明申请签证。

## 签证政策示意图

## 免签证
持有普通护照的下列五国公民在入境巴基斯坦时无需签证停留90日。
| - 巴林 - 科威特 - 馬爾地夫 - 尼泊尔 (30 日) | - 阿曼 - 沙烏地阿拉伯 - 阿联酋 |

| 签证政策变更                                               |
| ---------------------------------------------------------- |
| 已取消的免签国： - 2015年10月1日：赞比亚 - 2017年1月：冰岛 |

- 2024年8月14日起，巴基斯坦對中華人民共和國公民免簽证费[8]

## 免費電子簽證[註 1]

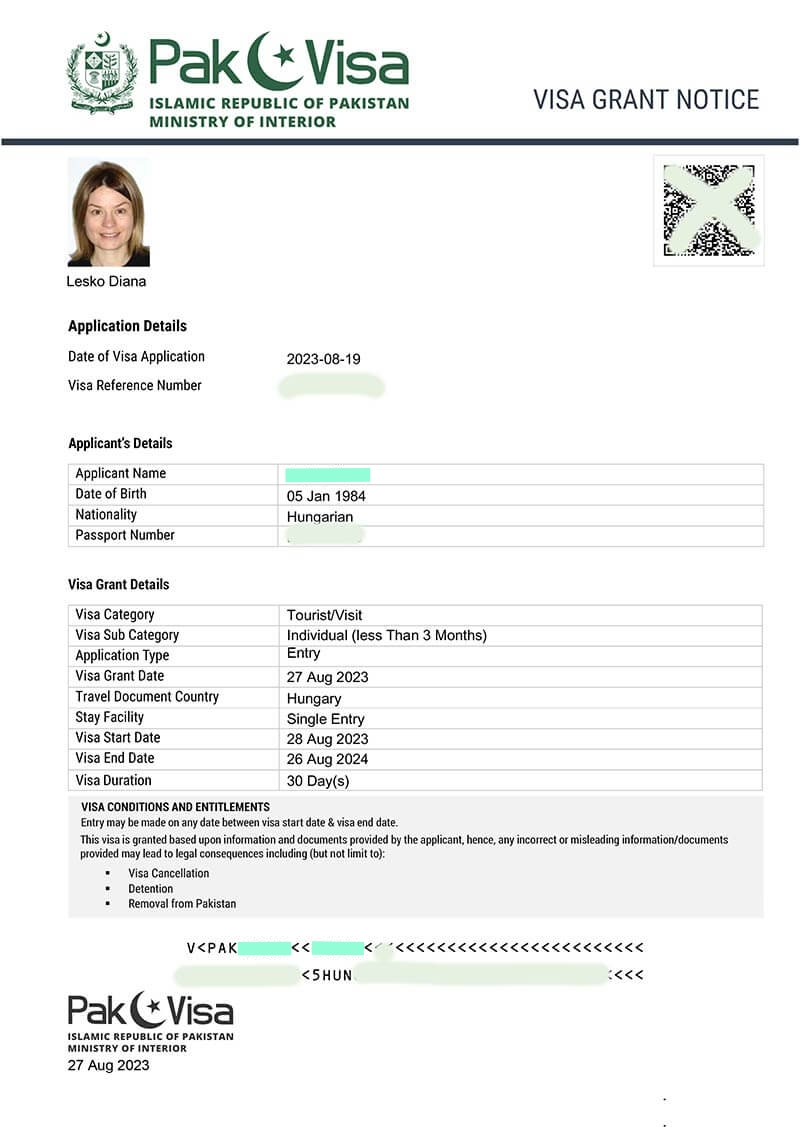
Sample of Pakistani eVisa

截至2024年8月14日，巴基斯坦政府对2024年7月下旬宣布的签证政策进行了改革。根据这项新政策，商务和旅游签证将在24小时内向126个国家的公民免费在线签发商务和旅游签证。这些电子签证的持有者还可以使用电子门在九个机场和瓜达尔港进入该国。电子签证单次入境有效期为 90 天.
適用國家:
| - 欧洲联盟 - 阿尔巴尼亚 - 阿尔及利亚 - 安道尔 - 安哥拉 - 阿根廷 - 巴林1 - 白俄羅斯 - 不丹 - 巴西 - 柬埔寨 - 喀麦隆 - 加拿大 - 智利 - 中國（包括 香港 澳門） - 哥伦比亚 - 刚果民主共和国 | - 埃及 - 衣索比亞 - 几内亚 - 冰島 - 印度尼西亞 - 伊朗 - 伊拉克 - 日本 - 约旦 - 科索沃 - 科威特1 - 黎巴嫩 - 列支敦斯登 - 马达加斯加 - 马拉维 | - 马来西亚 - 馬爾地夫1 - 毛里塔尼亚 - 模里西斯 - 墨西哥 - 摩尔多瓦 - 蒙特內哥羅 - 摩洛哥 - 莫桑比克 - 緬甸 - 尼泊尔1 - 新西兰 - 奈及利亞 - 北馬其頓 - 挪威 - 阿曼1 - 巴拿马 - 巴拉圭 - 秘魯 - 菲律賓 - 1 - 俄羅斯 - 卢旺达 - 圣马力诺 - 沙烏地阿拉伯1 | - 塞内加尔 - 塞舌尔 - 新加坡 - 南非 - 南蘇丹 - 斯里蘭卡 - 瑞士 - 坦桑尼亚 - 泰國 - 多哥 - 突尼西亞 - 土耳其 - 乌干达 - 乌克兰 - 阿联酋1 - 英国 - 美国 - 越南 - 尚比亞 - 辛巴威 |  |

1 — 已經免簽

## 落地签证

### 旅遊落地簽證
以下國家的公民如果擁有電子旅行授權（ETA），則可以在抵達巴基斯坦時獲得簽證：
| - 安哥拉 - 阿根廷 - 奥地利 - 巴哈马 - 巴林 - 加拿大 - 中國 - 芬兰 - 法國 - 德国 | - 冰島 - 印度尼西亞 - 伊朗 - 義大利 - 日本 - 约旦 - 科威特 - 立陶宛 - 盧森堡 - 马来西亚 - 馬爾地夫 - 馬爾他 - 摩納哥 - 莫桑比克 - 尼泊尔 | - 荷蘭 - 新西兰 - 挪威 - 阿曼 - 巴拉圭 - 菲律賓 - 波蘭 - 俄羅斯 - 卢旺达 - 圣基茨和尼维斯 - 圣卢西亚 - 萨摩亚 - 沙烏地阿拉伯 - 新加坡 - 南非 | - 西班牙 - 斯里蘭卡 - 瑞典 - 瑞士 - 坦桑尼亚 - 泰國 - 千里達及托巴哥 - 突尼西亞 - 土耳其 - 阿联酋 - 英国 - 美国 - 尚比亞 |  |

### 商务落地签
以下國家公民可办理商务落地签证，最长停留期为30天，须持以下文件办理：
- 由外国工商会出具的推荐信；
- 由巴基斯坦贸易机构或组织出具的邀请信；
- 由巴基斯坦投资委员会参赞或巴基斯坦驻外使领馆的商务参赞或商务官出具的推荐信。

| - 阿富汗 - 阿尔及利亚 - 安哥拉 - 阿根廷 - 奥地利 - 巴林 - 白俄羅斯 - 比利时 - 不丹 - 巴西 - 保加利亚 - 柬埔寨 - 喀麦隆 - 加拿大 - 智利 - 中國 - 哥伦比亚 - 捷克 | - 丹麦 - 埃及 - 爱沙尼亚 - 芬兰 - 法國 - 德国 - 希腊 - 几内亚 - 匈牙利 - 印度尼西亞 - 伊朗 - 伊拉克 - 愛爾蘭 - 義大利 - 日本 - 约旦 - 科威特 | - 拉脫維亞 - 黎巴嫩 - 立陶宛 - 马达加斯加 - 马来西亚 - 馬爾地夫 - 模里西斯 - 墨西哥 - 蒙特內哥羅 - 摩洛哥 - 莫桑比克 - 緬甸 - 尼泊尔 - 荷蘭 - 新西兰 - 奈及利亞 - 挪威 - 阿曼 - 巴拿马 - 巴拉圭 - 秘魯 - 菲律賓 - 波蘭 - 葡萄牙 - 羅馬尼亞 | - 俄羅斯 - 沙烏地阿拉伯 - 塞内加尔 - 新加坡 - 斯洛伐克 - 斯洛維尼亞 - 南非 - 南蘇丹 - 西班牙 - 斯里蘭卡 - 瑞典 - 瑞士 - 坦桑尼亚 - 泰國 - 多哥 - 突尼西亞 - 土耳其 - 乌克兰 - 阿联酋 - 英国 - 美国 - 越南 |  |

### 团体落地签
参加巴基斯坦官方指定旅行团行程的以下24国公民，可获得最多30日的落地签：
| - 奥地利 - 比利时 - 加拿大 - 中國 - 丹麦 - 芬兰 - 法國 - 德国 - 希腊 - 冰島 - 義大利 - 日本 | - 盧森堡 - 马来西亚 - 荷蘭 - 挪威 - 葡萄牙 - 新加坡 - 西班牙 - 瑞典 - 泰國 - 英国 - 美国 |  |

## 旅游签证
巴基斯坦向188个国家的访客发放90日双次入境的旅游签证。访客在缴纳10美元附加费后，可在巴逾期居留15日。逾期居留时间越长，缴纳的附加费越高，最长可居留6个月。
2018年2月，巴基斯坦宣布将开始发放电子签证。

## 外交及公务护照免签证

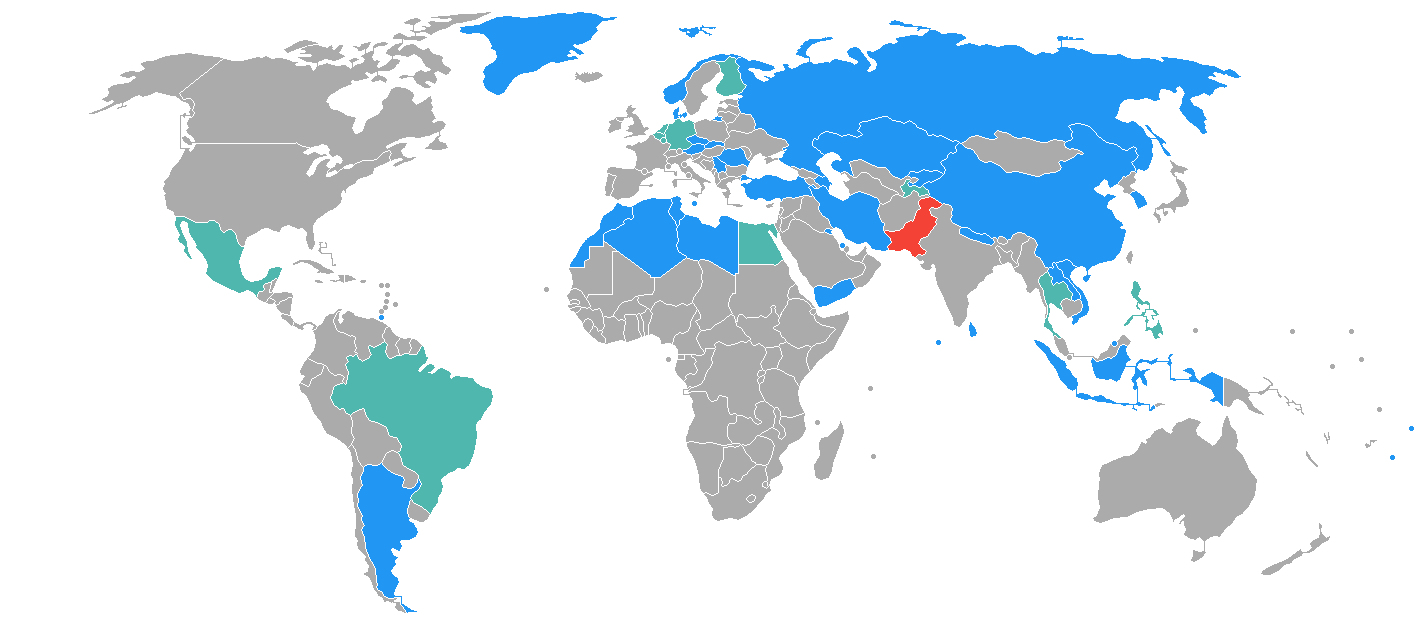
巴基斯坦
外交护照与公务护照均免签
仅外交护照免签

巴基斯坦对下列国家的外交及公务护照持有者免签：
| - 阿尔及利亚 - 阿根廷 - 奥地利 - 巴林 - 比利时（仅外交护照） - 巴西（仅外交护照） - 中國 - 捷克 - 丹麦 - 埃及（仅外交护照） - 芬兰（仅外交护照） - 德国（仅外交护照） | - 印度尼西亞 - 伊朗 - 科威特 - 利比亞 - 盧森堡（仅外交护照） - 馬爾他 - 墨西哥（仅外交护照） - 摩洛哥 - 荷蘭（仅外交护照） - 挪威 - 菲律賓（仅外交护照） | - 羅馬尼亞 - 俄羅斯 - 塞爾維亞 - 斯洛伐克 - 斯里蘭卡 - （仅外交护照） - 泰國（仅外交护照） - 突尼西亞 - 土耳其 - 越南 - 葉門 |

巴基斯坦与 賽普勒斯在2017年7月签署的外交护照与特殊护照免签协议仍待批准。
巴基斯坦与 在2018年1月签署的外交护照免签协议仍待批准。

## 强制登记
下列国家的公民需要在抵达巴基斯坦后向警方登记：
| - 不丹 - 印度 - 以色列 | - 奈及利亞 - 巴勒斯坦 - 乌干达 |  |

通常酒店会在入住时协助办理登记手续，若居住在民宿、公寓式酒店或亲友家住宿的游客才需要亲自前往警察局办理登记手续。